# Persephonaster cingulatus
Persephonaster cingulatus är en sjöstjärneart som först beskrevs av Fisher 1906.  Persephonaster cingulatus ingår i släktet Persephonaster och familjen kamsjöstjärnor.

## Underarter
Arten delas in i följande underarter:
- P. c. cingulatus
- P. c. multicinctus